# Nawapur
Nawapur es una ciudad y  municipio situada en el distrito de Nandurbar en el estado de Maharashtra (India). Su población es de 34207 habitantes (2011). Se encuentra a 59 km de Nandurbar.

## Demografía
Según el censo de 2011 la población de Nawapur era de 34207 habitantes, de los cuales 17487 eran hombres y 16720 eran mujeres. Nawapur tiene una tasa media de alfabetización del 86,08%, superior a la media estatal del 82,34%: la alfabetización masculina es del 90,23%, y la alfabetización femenina del 81,77%.